# Association Internationale des Études Byzantines
L'Association Internationale des Études Byzantines (in greco "Διεθνής Ένωση Βυζαντινών Σπουδών" e in italiano "Associazione internazionale degli studi bizantini"), spesso abbreviata in AIEB, fu fondata nel 1948 da Paul Lemerle. L'AIEB è un'associazione che si prefigge di coordinare tutti gli studi di bizantinistica.